# Protoanemonina
Protoanemonina – organiczny związek chemiczny z grupy laktonów. Występuje w wielu roślinach z rodziny jaskrowatych, np. ziarnopłon wiosenny (Ficaria verna) czy jaskier (Ranunculus ficaria).